# Tchianhoun-Cossi
Tchianhoun-Cossi är ett arrondissement i kommunen Matéri i Benin. Den hade 7 783 invånare år 2002.